# Nevromus testaceus
Nevromus testaceus är en insektsart som beskrevs av Jules Pièrre Rambur 1842. Nevromus testaceus ingår i släktet Nevromus och familjen Corydalidae. Inga underarter finns listade i Catalogue of Life.